# Le Commandant Watrin (téléfilm)
Pour les articles homonymes, voir Watrin.
Le Commandant Watrin est un téléfilm français réalisé par Jacques Rutman, diffusé en décembre 1964 à la télévision française.

## Synopsis
Ce téléfilm, adapté du roman éponyme d'Armand Lanoux, est consacré à la bataille de France de 1940, et à la difficulté d'être parmi les belligérants, tout en ayant des convictions pacifistes,.

## Fiche technique
- Titre : Le Commandant Watrin
- Réalisateur : Jacques Rutman
- Scénario et dialogues : Jacques Rutman et Armand Lanoux, d’après son roman
- Photographie : Raymond Clunie
- Décors : Gilles Vaster
- Musique : Jean Wiéner
- Date de diffusion : décembre 1964

## Distribution
- Paul Frankeur : commandant Watrin
- Claude Giraud : Soubeyrac
- Albert Rémy : Cavatini
- Jacques Balutin : Vanhoenecker
- Mario David : Eberling
- Jean Yanne : Frédéric